# I Am Not a Human Being
I Am Not A Human Being er et musikalbum af Lil' Wayne, der bliver udgivet d. 27 september 2010 som download og som cd den 12 oktober.

## Spor
1. "Gonorrhea" (featuring Drake) Kane Beatz 4:22
2. "Hold Up" (featuring T-Streets) The Olympicks 4:11
3. "With You" (featuring Drake) StreetRunner 3:49
4. "I Am Not a Human Being" DJ Infamous, Andrew "Drew" Correa 4:05
5. "I'm Single" (featuring Drake) Noah "40" Shebib, Omen 5:33
6. "What's Wrong With Them" (featuring Nicki Minaj) The Machine Room 3:31
7. "Right Above It" (featuring Drake) Kane Beatz 4:32
8. "Popular" (featuring Lil Twist) Cool & Dre 4:40
9. "That Ain't Me" (featuring Jay Sean) StreetRunner 4:03
10. "Bill Gates" Boi-1da, Matthew Burnett 4:19

Bonus Tracks (følger med cd'en)
- "YM Banger" (featuring Gudda Gudda, Jae Millz & Tyga) Mike Banger 3:55
- "YM Salute" (featuring Lil Twist, Lil Chuckee, Gudda Gudda, Jae Millz & Nicki Minaj) Lil Wayne, Mr. Pyro, & Polow da Don 5:14
- "I Don't Like The Look Of I